# Lycosa discolor
Lycosa discolor är en spindelart som beskrevs av Charles Athanase Walckenaer 1837. Lycosa discolor ingår i släktet Lycosa och familjen vargspindlar. Inga underarter finns listade i Catalogue of Life.